# Filantrópia
A filantrópia az altruizmus vagy jótékonyság egy formája; önkéntes szervezett erőfeszítések társadalmilag hasznos célokra. Ellentétben áll az üzleti kezdeményezésekkel, amelyek magáncélú magánkezdeményezések és amelyek az anyagi haszonra összpontosítanak; és olyan kormányzati törekvésekkel, amelyek a közjót szolgáló nyilvános kezdeményezések, például azokkal, amelyek a közszolgáltatások nyújtására összpontosítanak. Aki ilyen tevékenységet folytat, az filantróp vagy magyarul emberbarát.

## Etimológia
A filantrópia szó az ógörög φιλανθρωπία (philanthrōpía), a philo- („szeretni)  és az anthrōpos („emberiség”) összetételből származik.